# Chénelette
Chénelette är en kommun i departementet Rhône i regionen Auvergne-Rhône-Alpes i östra Frankrike. Kommunen ligger i kantonen Lamure-sur-Azergues som tillhör arrondissementet Villefranche-sur-Saône. År 2022 hade Chénelette 365 invånare.

## Befolkningsutveckling
Antalet invånare i kommunen Chénelette
| Referens: INSEE |